# Godętowska Struga
Godętowska Struga – nieoficjalna nazwa strumienia przepływającego przez Godętowo. Lewobrzeżny dopływ Wielistowskiej Strugi.

## Przebieg
Strumień bierze swój początek w lasach na południe od Godętowa na lewym brzegu Pradoliny rzeki Łeby. Następnie płynie w kierunku północno-wschodnim i przepływa pod drogą krajową nr 6 w Godętowie między skrzyżowaniami Godętowo - Łęczyce i Godętowo - Rozłazino.
Po przepłynięciu pod drogą nr 6 zmienia swój kierunek na północny i płynie przez teren dawnego Pałacu w Godętowie. Tutaj zasila pałacowy staw. Ostatnie kilkadziesiąt metrów za terenem pałacu Godętowska Struga płynie rowem melioracyjnym i uchodzi do Wielisowskiej Strugi..